# Dirk Hafemeister
Dirk Hafemeister (Berlijn, 17 april 1958 – 31 augustus 2017) was een Duits ruiter, die gespecialiseerd was in springen. Hafemeister won met het West-Duitse team de gouden medaille in de landenwedstrijd op de Olympische Zomerspelen in Seoel. Zes jaar later werd Hafemeister wereldkampioen in de landenwedstrijd.

## Resultaten
- Olympische Zomerspelen 1988 in Seoel 19e individueel springen met Orchidee
- Olympische Zomerspelen 1988 in Seoel  landenwedstrijd springen met Orchidee
- Wereldruiterspelen 1994 in Den Haag  landenwedstrijd springen met P.S. Priamos

- Gemeinsame Normdatei: 103474335X
- Virtual International Authority File: 300871750

1912: Lewenhaupt, Kilman, von Rosen ·
1920: König, von Rosen, Norling ·
1924: Thelning, Ståhle, Lundström ·
1928: Navarro, Álvarez, García ·
1936: Hasse, von Barnekow, Brandt ·
1948: Mariles, Uriza, Valdés ·
1952: White, Stewart, Llewellyn ·
1956: Winkler, Thiedemann, Lütke-Westhues ·
1960: Winkler, Thiedemann, Schockemöhle ·
1964: Schridde, Jarasinski, Winkler ·
1968: Day, Gayford, Elder ·
1972: Ligges, Wiltfang, Steenken, Winkler ·
1976: Parot, Rozier, Roguet, Roche ·
1980: Tsjoekanov, Poganovsky, Asmaje, Korolkov ·
1984: Fargis, Homfeld, Burr Howard, Smith ·
1988: Beerbaum, Brinkmann, Hafemeister, Sloothaak ·
1992: Raijmakers, Romp, Tops, Lansink ·
1996: Sloothaak, Nieberg, Kirchhoff, Beerbaum ·
2000: Beerbaum, Nieberg, Ehning, Becker ·
2004: Wylde, Ward, Madden, Kappler ·
2008: Ward, Kraut, Simpson, Madden ·
2012: Skelton, Maher, Brash, Charles ·
2016: Rozier, Staut, Bost, Leprévost ·
2020: von Eckermann, Baryard-Johnsson, Fredricson ·
2024: Maher, Charles, Brash